# ISO 3166-2:EG
ISO 3166-2:EG là tên ISO 3166:2 của Ai Cập một phần của tiêu chuẩn ISO 3166 tiêu chuẩn được công bố bởi Tổ chức tiêu chuẩn hóa quốc tế (ISO), trong đó xác định mã cho tên của hiệu trưởng phân (ví dụ, tỉnh hoặc tiểu bang) của tất cả các quốc gia được mã hóa theo ISO 3166-1.
Hiện tại đối với Ai Cập, mã ISO 3166-2 được xác định cho 27 thống đốc. Ngày 6 tháng 10, Tỉnh bang và Thủ đô Helwan, có thêm mã của họ trong Bản tin II-2, đã được sáp nhập trở lại vào Thủ đô Cairo và Thủ đô Giza tương ứng vào năm 2011.
Mỗi mã bao gồm hai phần, cách nhau bởi dấu gạch nối. Phần đầu tiên là EG, mã ISO 3166-1 alpha-2 của Ai Cập. Phần thứ hai là một, hai hoặc ba chữ cái.

## Mã hiện tại
Nhấp vào nút trong tiêu đề để sắp xếp từng cột.
| Mã     | Tên phân khu (ar) (BGN/PCGN 1956) | Biến thể địa phương | Tên phân khu (vi) | Tên phân khu (ar) |
| ------ | --------------------------------- | ------------------- | ----------------- | ----------------- |
| EG-DK  | Ad Daqahlīyah                     |                     | Dakahlia          | الدقهلية          |
| EG-BA  | Al Baḩr al Aḩmar                  | Biển Đỏ             | Red Sea           | البحر الأحمر      |
| EG-BH  | Al Buḩayrah                       |                     | Beheira           | البحيرة           |
| EG-FYM | Al Fayyūm                         |                     | Faiyum            | الفيوم            |
| EG-GH  | Al Gharbīyah                      |                     | Gharbia           | الغربية           |
| EG-ALX | Al Iskandarīyah                   | Alexandria          | Alexandria        | الإسكندرية        |
| EG-IS  | Al Ismā'īlīyah                    |                     | Ismailia          | الإسماعيلية       |
| EG-GZ  | Al Jīzah                          | Giza                | Giza              | الجيزة            |
| EG-MNF | Al Minūfīyah                      |                     | Monufia           | المنُوفيّة          |
| EG-MN  | Al Minyā                          |                     | Minya             | المنيا            |
| EG-C   | Al Qāhirah                        | Cairo               | Cairo             | القاهرة           |
| EG-KB  | Al Qalyūbīyah                     |                     | Qalyubia          | القليوبية         |
| EG-LX  | Al Uqşur                          | Luxor               | Luxor             | الأقصر            |
| EG-WAD | Al Wādī al Jadīd                  | Thung Lũng Mới      | Thung Lũng Mới    | الوادي الجديد     |
| EG-SUZ | As Suways                         | Suez                | Suez              | السويس            |
| EG-SHR | Ash Sharqīyah                     |                     | Al Sharqia        | الشرقية           |
| EG-ASN | Aswān                             |                     | Aswan             | أسوان             |
| EG-AST | Asyūţ                             |                     | Asyut             | أسيوط             |
| EG-BNS | Banī Suwayf                       |                     | Beni Suef         | بني سويف          |
| EG-PTS | Būr Sa‘īd                         | Port Said           | Port Said         | بورسعيد           |
| EG-DT  | Dumyāţ                            | Damietta            | Damietta          | دمياط             |
| EG-JS  | Janūb Sīnā'                       | Nam Sinai           | Nam Sinai         | جنوب سيناء        |
| EG-KFS | Kafr ash Shaykh                   |                     | Kafr el-Sheikh    | كفر الشيخ         |
| EG-MT  | Maţrūḩ                            |                     | Matrouh           | مطروح             |
| EG-KN  | Qinā                              |                     | Qena              | قنا               |
| EG-SIN | Shamāl Sīnā'                      | Bắc Sinai           | Bắc Sinai         | شمال سيناء        |
| EG-SHG | Sūhāj                             | Sohag               | Sohag             | سوهاج             |

## Thay đổi
Những thay đổi sau đây đối với mục đã được ISO 3166/MA công bố kể từ lần xuất bản đầu tiên của ISO 3166-2 vào năm 1998:
| Phiên bản/Bản tin | Ngày phát hành | Chi tiết thay đổi                             | Thay đổi mã/phân ngành                                          |
| ----------------- | -------------- | --------------------------------------------- | --------------------------------------------------------------- |
| ISO 3166-2:2007   | 2007-12-13     | Phiên bản thứ cấp của ISO 3166-2              | Phân khu được thêm vào: EG-LX Al Uqşur                          |
| Newsletter II-2   | 2010-06-30     | Cập nhật cấu trúc quản trị và nguồn danh sách | Phân khu được thêm vào: EG-SU As Sādis min Uktūbar EG-HU Ḩulwān |